# Spedizione francese in Sardegna
La spedizione francese in Sardegna (detta anche Spedizione o Cattura delle isole di San Pietro e Sant'Antioco) fu un breve conflitto in forma di campagna militare combattuto nel 1793 nel Mar Mediterraneo nel primo anno della Guerra della Prima Coalizione, nel corso delle Guerre rivoluzionarie francesi. L'operazione fu la prima azione offensiva perpetrata dalla neonata Repubblica Francese nel Mediterraneo e venne diretta verso l'isola della Sardegna, parte del Regno di Sardegna. La Sardegna era all'epoca neutrale, ma immediatamente aderì alla coalizione anti-francese. L'operazione si rivelò un totale fallimento, con attacchi diretti a Cagliari a sud ed a La Maddalena a nord che si conclusero entrambi con delle sconfitte.
L'operazione venne lanciata dalla flotta francese nel Mediterraneo guidata dal contrammiraglio Laurent Truguet, su istruzioni della Convenzione Nazionale. Il governo aveva infatti dato l'ordine di invadere la Sardegna, strategicamente importante nel Mediterraneo, e tale campagna si prefiggeva essere breve e positiva per i francesi. Ritardi nell'assembramento delle forze diedero però il tempo ai sardi per organizzare il loro esercito e quando la flotta francese giunse al largo di Cagliari, la capitale, i sardi erano pronti a dar battaglia. Il primo attacco venne disperso da una burrasca, ma il secondo si tenne il 22 gennaio 1793. Le truppe francesi riuscirono a sbarcare l'11 febbraio ma vennero sconfitte in uno scontro armato presso Quartu Sant'Elena.
Un successivo attacco all'Isola di La Maddalena al largo della costa settentrionale della Sardegna fallì anch'esso, in parte per deliberato sabotaggio ad opera delle truppe corse; questo fu però un evento storico di grande importanza perché fu il primo conflitto armato che si trovò ad affrontare l'allora tenente colonnello Napoleone Bonaparte, poi imperatore dei francesi. Il 25 maggio una flotta spagnola riprese le piccole isole di San Pietro e Sant'Antioco, ultimi baluardi francesi in Sardegna. La campagna portò ad una serie di rivolte popolari in Sardegna contro i savoiardi, un temporaneo tentativo di distacco della Corsica dalla Francia ed una ribellione nella base navale francese di Tolone che portò alla cattura ed alla quasi distruzione della flotta del Mediterraneo francese ad opera della Royal Navy inglese.

## Antefatto
Le Guerre rivoluzionarie francesi avevano avuto inizio nell'aprile del 1792 quando l'Impero austriaco ed il Regno di Prussia avevano dichiarato guerra alla neonata Repubblica Francese. Anche se il Regno di Sardegna, diviso tra Piemonte nell'Italia settentrionale e l'isola della Sardegna nel Mar Mediterraneo, non era parte di questa coalizione, esso venne identificato come un obiettivo primario dalle operazioni militari francesi. L'isola della Sardegna era un terreno ricco a livello agricolo e strategicamente importante nel Mediterraneo, ed in Francia si pensava che la sua cattura avrebbe intimidito altre nazioni nella penisola italiana ed avrebbe contribuito a diffondere gli ideali repubblicani oltre i confini della Francia. Inoltre si pensava che un attacco all'isola fosse cosa facile e vennero dati ordini affinché si creasse un corpo di spedizione a Tolone, la principale base navale francese nel Mediterraneo.
Il comando di questa operazione venne dato al contrammiraglio Laurent Truguet, comandante della flotta del Mediterraneo, che però aveva da subito riscontrato problemi nel trovare le truppe adatte. La Francia in generale e la marina francese nello specifico stavano attraversando un periodo di incertezza sociale e politica e le forze impiegarono sino al dicembre di quell'anno per ritenersi adeguatamente pronte per una spedizione. Truguet e la flotta del Mediterraneo salparono quindi con a bordo un'armata militare giungendo alla capitale della Sardegna, Cagliari, nella costa meridionale, il 21 dicembre 1792.
In Sardegna le avvisaglie di questa spedizione erano già arrivate da mesi anche se da Vittorio Amedeo III e dalla corte di Torino erano arrivati ben pochi ordini per rinforzare le difese dell'isola, dal momento che questi credevano si trattasse unicamente di una provocazione da parte dei rivoluzionari francesi. Gli abitanti dell'isola ad ogni modo erano devoti cattolici e la persecuzione del clero cattolico durante il periodo della Rivoluzione aveva incitato una particolare opposizione ai francesi da parte del popolo sardo; il governo locale, gli Stamenti, furono in grado di reclutare 4000 fanti e 6000 cavalieri in breve tempo, sebbene l'artiglieria risultasse scarsa.

## La tempesta e l'assedio
Non appena la flotta francese di 36 vascelli fu entrata nel Golfo di Cagliari, una tremenda burrasca colpì le navi di Truguet, riportandole in alto mare. Un gran numero di trasporti per truppe andarono persi ed il resto della flotta venne trasportato sino a Palmas, nella costa sudovest dell'isola. Qui Truguet sbarcò le truppe sull'Isola di San Pietro e su quella vicina di Sant'Antioco che vennero entrambe catturate senza combattere. Riuscì a sbarcare parte delle truppe anche sull'isola della Sardegna propriamente detta anche se queste incontrarono l'opposizione di miliziani locali. I sardi attribuirono la tempesta provvidenziale al patronato di San Tommaso apostolo, la cui festa ricorreva il giorno del tentato sbarco.
Truguet rimase al largo di Palmas per un mese, preparando le sue navi per un ulteriore attacco. Il 22 gennaio entrò nel Golfo di Cagliari ed inviò un ufficiale con 20 uomini al seguito a chiedere la resa dei sardi. I sardi, riunitisi per la festa di Sant'Efisio, aprirono il fuoco sulla piccola imbarcazione uccidendo 17 dei 21 passeggeri a bordo, mentre gli altri riuscirono a ripararsi dietro un mercantile svedese di passaggio. Truguet era furioso ed ordinò un pesante bombardamento del villaggio il 25 gennaio. A questo punto, Truguet aveva ammassato un totale di 82 vascelli pronti per l'invasione, tra cui 41 trasporti, ma il suo attacco diede prova di non essere sufficiente; la forza delle batterie costiere sarde inflisse danni significativi a diverse navi francesi che non furono in grado di danneggiare altrettanto seriamente le difese sabaude.

### Lo sbarco a Quartu Sant'Elena
L'11 febbraio un distaccamento francese di 1200 soldati sbarcò a Quartu Sant'Elena. Le truppe avanzarono ad ovest verso Cagliari ma vennero respinte dalla cavalleria sarda. Gli attacchi al lazzaretto di Cagliari ed alla torre di Calamosca furono una sconfitta, ma i francesi riuscirono a raggrupparsi, sbarcando ulteriori 5000 uomini che si accamparono appena fuori Quartu Sant'Elena. Il villaggio e Calamosca vennero attaccati una seconda volta il 15 febbraio con artiglieria pesante e col supporto della flotta dal mare, ma senza successo. Le forze inviate contro Quartu Sant'Elena vennero respinte da barricate improvvisate e colpi di mortaio e dovettero ritirarsi in disordine. Truguet ritirò le sue forze lasciando sul campo 300 morti e 100 prigionieri nelle mani dei sardi; gli abitanti dell'isola, vittoriosi, si dice che fecero a pezzi i soldati rimasti sul campo portando le loro teste in cima a picche trionfalmente.

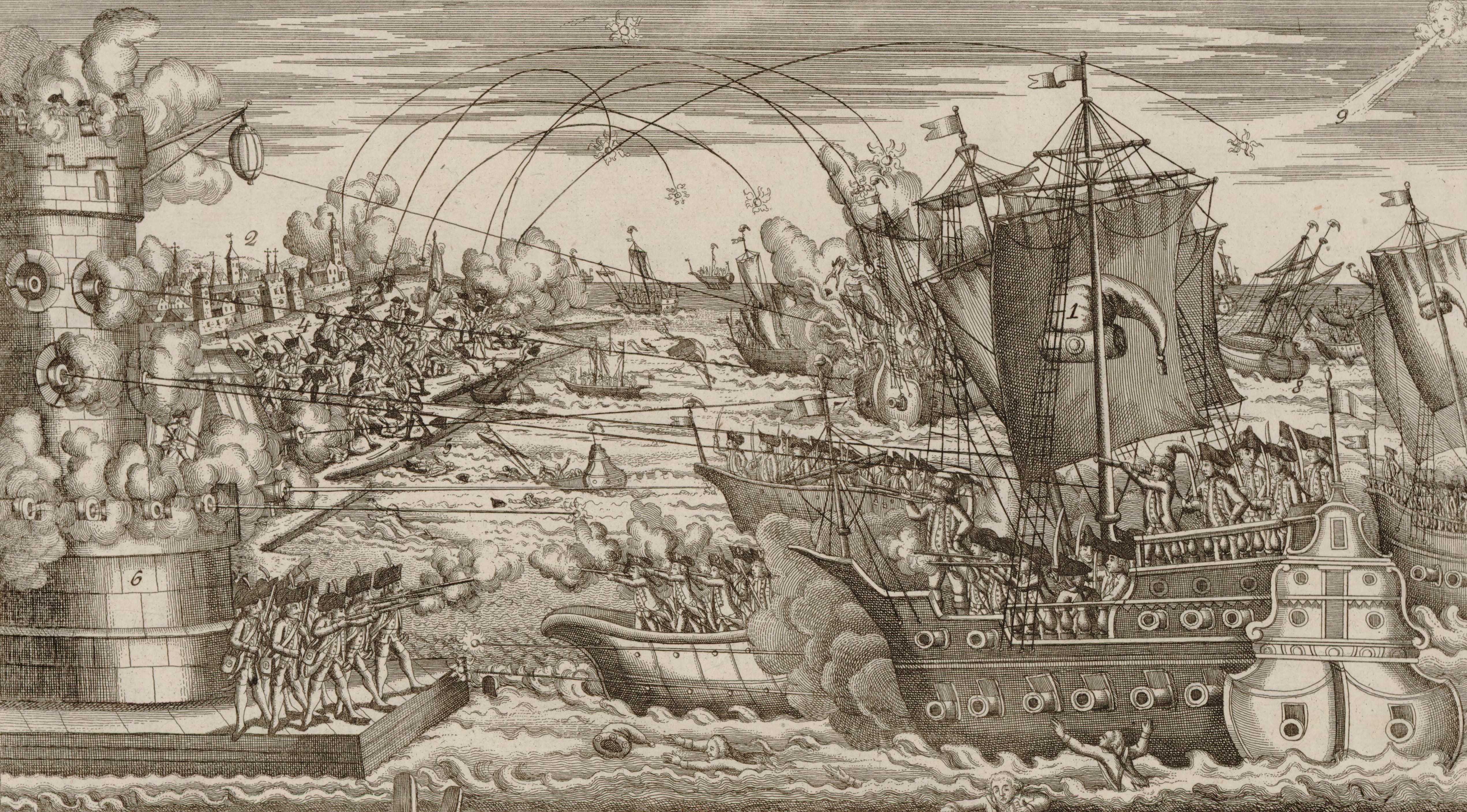
Bombardamento francese su Cagliari

Il 16 ed il 17 febbraio Truguet bombardò nuovamente Cagliari, con ben pochi effetti. Il secondo giorno una nuova burrasca colpì la baia e la flotta francese ne venne nuovamente colpita. Molte navi andarono perse, tra cui la nave di linea Léopard (74 cannoni) che si incagliò sulla costa. Truguet a questo punto abbandonò l'intera operazione, imbarcando nuovamente i suoi soldati per il ritorno in Francia. Lasciò 800 uomini e due fregate di guarnigione nelle isole di San Pietro e Sant'Antioco.

### La disfatta a La Maddalena
Dal momento che l'intento di Truguet di conquistare Cagliari non era riuscito, una seconda forza francese era stata fatta sbarcare a nord della Sardegna. Queste forze provenivano in gran parte dalla Corsica, le cui truppe erano de facto in gran parte sottoposte all'avvocato indipendentista Pasquale Paoli. La Corsica era stata invasa e catturata dall'esercito francese nel 1768, e Paoli stava ora facendo sempre maggiore pressione perché la Francia concedesse alla sua terra la piena autonomia, dopo la Rivoluzione. Il piano di Paoli consisteva nel lanciare un attacco da settentrione come diversivo per l'operazione di Truguet verso la capitale sarda, interessando così l'isola di La Maddalena, una piccola ma ben fortificata posizione sulla costa settentrionale dell'isola. 450 volontari corsi vennero prescelti per l'operazione, con in testa il nipote dello stesso Paoli, Colonna Cesari, quale comandante. Il suo secondo era un ufficiale d'artiglieria corso nonché rivale politico di Paoli, capo della nota famiglia dei Bonaparte, Napoleone.
La forza venne ritardata da una tempesta ad Ajaccio, e raggiunse La Maddalena solo il 22 febbraio 1793, ancorando nel canale di Santo Stefano. Napoleone ebbe l'idea di proporre un attacco notturno, ma Cesari si mostrò nettamente contrario. La mattina successiva le forze franco-corse assaltarono e catturarono l'Isola di Santo Stefano ed utilizzarono il forte locale per bombardare La Maddalena il 24 febbraio, mentre Cesari annunciò per il giorno successivo l'invio di una spedizione anfibia. Durante la notte ad ogni modo vi fu un ammutinamento a bordo della corvetta che accompagnava le forze di terra e Cesari si ritirò immediatamente dall'operazione, abbandonando l'attacco a Santo Stefano. Napoleone era furioso, se non altro perché Cesari non lo avvisò minimamente del suo ritiro e lui coi suoi uomini si trovavano proprio dietro l'isola di Santo Stefano, vulnerabili ad un possibile contrattacco sardo. Nella ritirata, gli uomini di Napoleone vennero costretti ad abbandonare la loro artiglieria dal momento che non disponevano di navi sufficienti per poterla trasportare indietro. Successivamente fu proprio il Bonaparte ad accusare Cesari di aver inscenato l'ammutinamento per ordine di Paoli per mettere in discredito Napoleone e compromettere l'intera operazione militare.

## Conseguenze
L'atto finale della campagna si ebbe tre mesi dopo l'abbandono sia di Truguet che di Cesari. La guarnigione di Truguet rimasta sulle isole di San Pietro e Sant'Antioco rimase al suo posto sino al 25 maggio In quel mese, una flotta spagnola di 23 navi al comando dell'ammiraglio Juan de Lángara salpò da Cartagena e giunse al largo delle due isole. Gli spagnoli erano entrati in guerra dal marzo del 1793, e di fronte a queste forze preponderanti l'intera guarnigione decise di arrendersi. Delle fregate francesi, la Helène venne catturata mentre tentava di sfuggire al blocco spagnolo, mentre la Richmond venne incendiata dal suo stesso equipaggio per impedirne la cattura da parte del nemico.
Anche se l'operazione si era conclusa in un completo fallimento ebbe un gran numero di ripercussioni. In Sardegna le robuste difese dell'isola incoraggiarono gli Stamenti a richiedere nuove concessioni al governo di Torino con un invito aperto a Vittorio Amedeo III. I sardi richiesero anche molta più autonomia, richieste che vennero tassativamente rifiutate sia dal re che dal viceré Carlo Balbiano. Il popolo sardo era furioso e pertanto scoppiarono un po' ovunque delle rivolte civili. Nell'aprile del 1794 il viceré arrestò due capi insurrezionisti, causando una rivolta nella quale il Castello di San Michele venne attaccato col conseguente rilascio di tutti i prigionieri che si trovavano incarcerati nelle sue segrete. Vittorio Amedeo III dopo questi episodi venne costretto a fare notevoli concessioni ai sardi, anche se le violenze non si placarono sino al 1796. Due anni dopo il nuovo re Carlo Emanuele IV venne costretto ad abbandonare Torino per portarsi in Sardegna con lo scoppio delle guerre della Seconda coalizione.
In Corsica le recriminazioni che fecero seguito al fallimento dell'operazione a La Maddalena videro la fazione dei bonapartisti scacciata dall'isola, e lo stesso Napoleone riuscì a malapena a sfuggire ad un tentativo di assassinio. Quando la Convenzione Nazionale francese chiese a Paoli di giustificare le azioni dei suoi sostenitori nelle operazioni, le relazioni tra Paoli ed il governo francese peggiorarono ancora di più portando ad una ribellione su vasta scala in Corsica che scacciò i francesi da tre posizioni fortificate nella costa settentrionale del paese. All'inizio del 1794 un corpo di spedizione britannico invase la Corsica e sconfisse i francesi, e Paoli riuscì a staccarsi dalla Francia accordandosi per l'incorporazione della Corsica in una forma di auto-governo nell'ambito dell'Impero britannico. Dopo un conflitto politico, Paoli venne esiliato alla fine del 1795, e gli inglesi rimasero in Corsica sino alla fine del 1796, punto al quale l'isola venne liberata entusiasticamente dalle forze repubblicane francesi tornate.
In Francia la sconfitta in Sardegna portò al richiamo di Truguet a Parigi perché spiegasse davanti alla Convenzione Nazionale gli eventi accaduti, insieme al suo temporaneo rimpiazzo con Trogoff de Kerlessy. La sconfitta minò il morale sia nella marina che nelle autorità civili di Tolone, esacerbando le già presenti tensioni rivoluzionarie. Una serie di ammutinamenti ed esecuzioni pubbliche fecero seguito a questi eventi e spianarono la strada al Regno del Terrore. Quando gli venne ordinato di attaccare la flotta di Lángara al largo di Tolone nel giugno di quell'anno, Trogoff si rifiutò in quanto credeva che la sua ciurma avrebbe rifiutato di rimettersi in mare, e annunciò di voler ritardare la propria azione sino al ritorno di Trueguet. A luglio, giunse sul posto una grande flotta inglese al comando del viceammiraglio Lord Hood, e le autorità politiche di Tolone collassarono, col governo girondino che invitò gli inglesi ad occupare la città ed a catturarne le navi nel porto il 18 agosto. Trogoff accondiscese all'occupazione, malgrado una rivolta tra i marinai sottoposti al suo comando. Le forze repubblicane francesi attaccarono la città e nel successivo Assedio di Tolone la città venne conquistata nel dicembre del 1793 e lo stesso Napoleone rimase ferito nello scontro. Egli divenne da allora uno dei più noti generali della Repubblica Francese e riuscì a scalare la vetta di tutte le graduatorie sino a giungere a proclamarsi imperatore dei francesi qualche anno dopo.